# Wilhelm Pfeffer
Wilhelm Friedrich Philipp Pfeffer va ser un botànic alemany. Nasqué el 9 de març de 1845 a Grebenstein i morí el 31 de gener de 1920 a Kassel.
Es va doctorar a la Universitat de Göttingen esent alumne de Nathanael Pringsheim (1823-1894). Estudià i va fer recerques a Marbourg, Würzburg i Bonn. Va ser professor de botànica aTübingen i després, 1887, a Leipzig on dirigí també el Jardí Botànic. Des de 1897 va ser membre de la Royal Society i membre de l'Académie des sciences de París. És autor de Handbuch der Pflanzenphysiologie (en dos volums, 1881) i de Studien zür Energetik der Pflanze (1892).
Estudià els fenòmens de l'osmosi i va ser un dels primers de posar a punt un membrana semipermeable. Va estudiar les pressions osmòtiques i va demostrar que la pressió necessària per diluir el sucre és proporcional a la seva concentració. Pfeffer treballà principalment amb Julius von Sachs (1832-1897) sobre la fisiologia vegetal.